# Georgi Dobrovolski

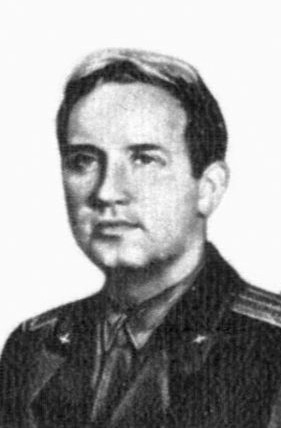
Georgi Dobrovolski

Georgi Timofejevitsj Dobrovolski (Russisch: Георгий Тимофеевич Добровольский) (Odessa (Oekraïense SSR), 1 juni 1928 - bij Karaganda (Kazachse SSR), 29 juni 1971) was een kosmonaut.
Hij studeerde voor piloot aan de luchtmachtacademie in Monino, oblast Moskou. Hij werd geselecteerd als kosmonaut op 8 januari 1963.
Hij verbleef met de Sojoez 11 in 1971 in totaal 23 dagen, 18 uur en 21 minuten in de ruimte. Die koppelde aan het ruimtestation Saljoet 1. Tijdens de landing van de Sojoez 11 viel de cabinedruk weg waardoor Dobrovolski en zijn collega's, Vladislav Volkov en Viktor Patsajev, door zuurstofgebrek om het leven kwamen. Naar aanleiding van dit ongeluk moeten Russische ruimtevaarders tegenwoordig hun ruimtepak dragen in de cabine tijdens lancering en landing.
Een straat in Kaloega, een school in Odessa en een planetoïde zijn naar hem vernoemd.